# Harjasari (Suradadi)
Harjasari is een bestuurslaag in het regentschap Tegal van de provincie Midden-Java, Indonesië. Harjasari telt 9720 inwoners (volkstelling 2010).